# Orchis simia
Orchis simia är en orkidéart som beskrevs av Jean-Baptiste de Lamarck. Orchis simia ingår i släktet nycklar, och familjen orkidéer.

## Underarter
Arten delas in i följande underarter:
- O. s. simia
- O. s. taubertiana

## Bildgalleri

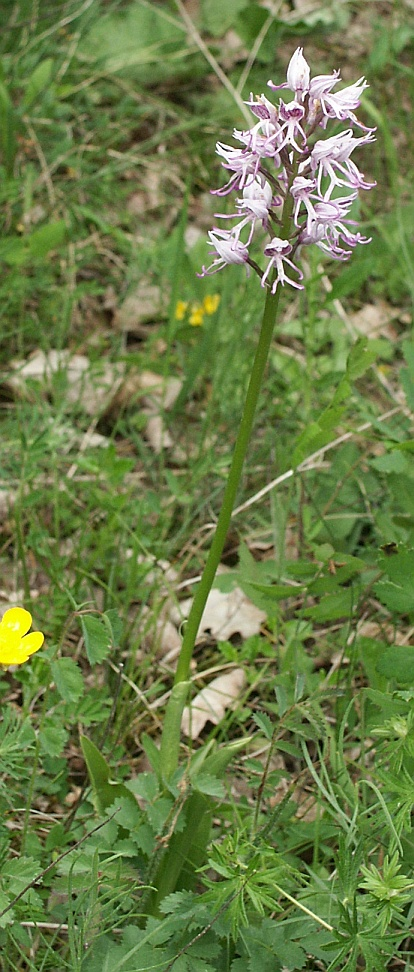
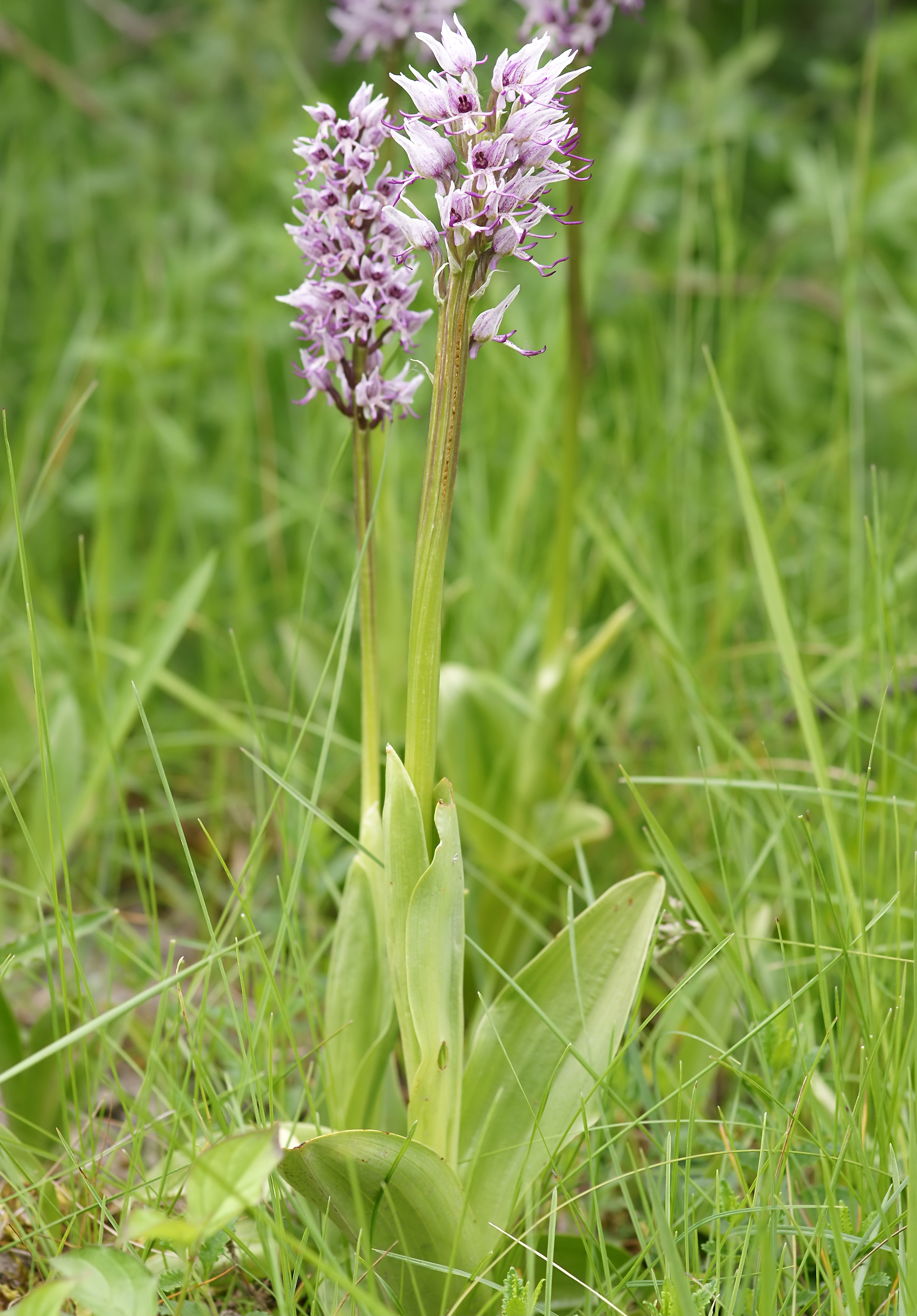
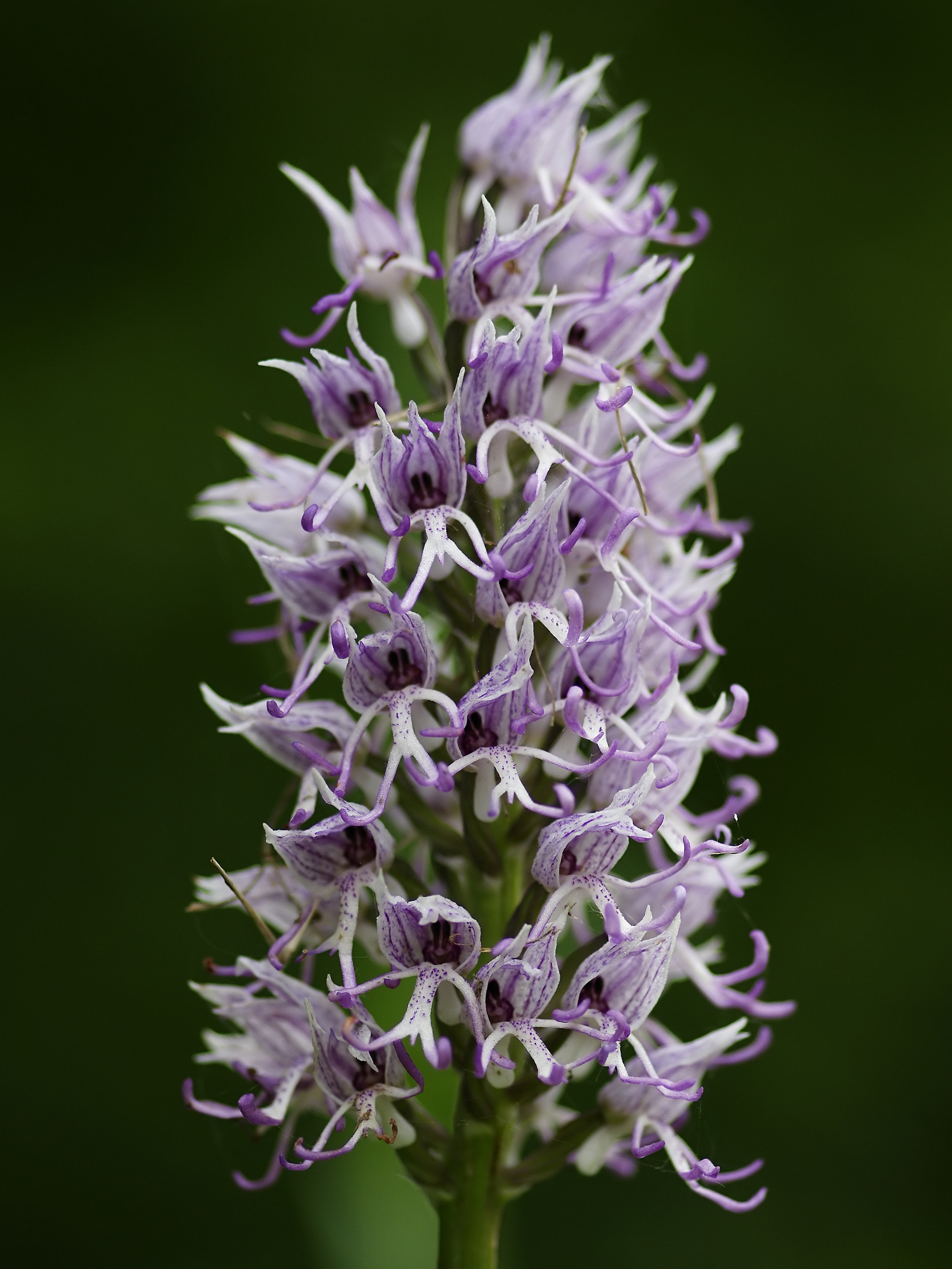
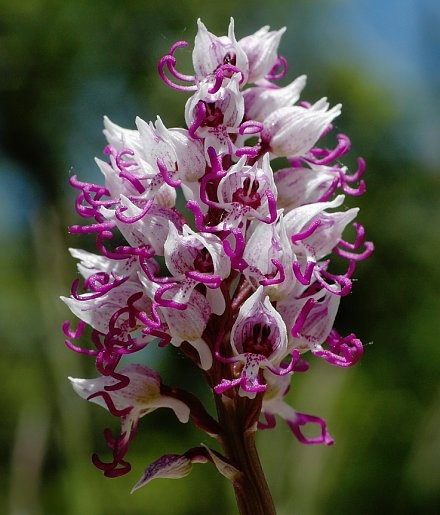
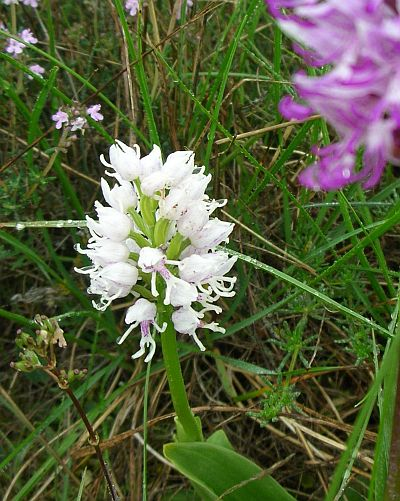
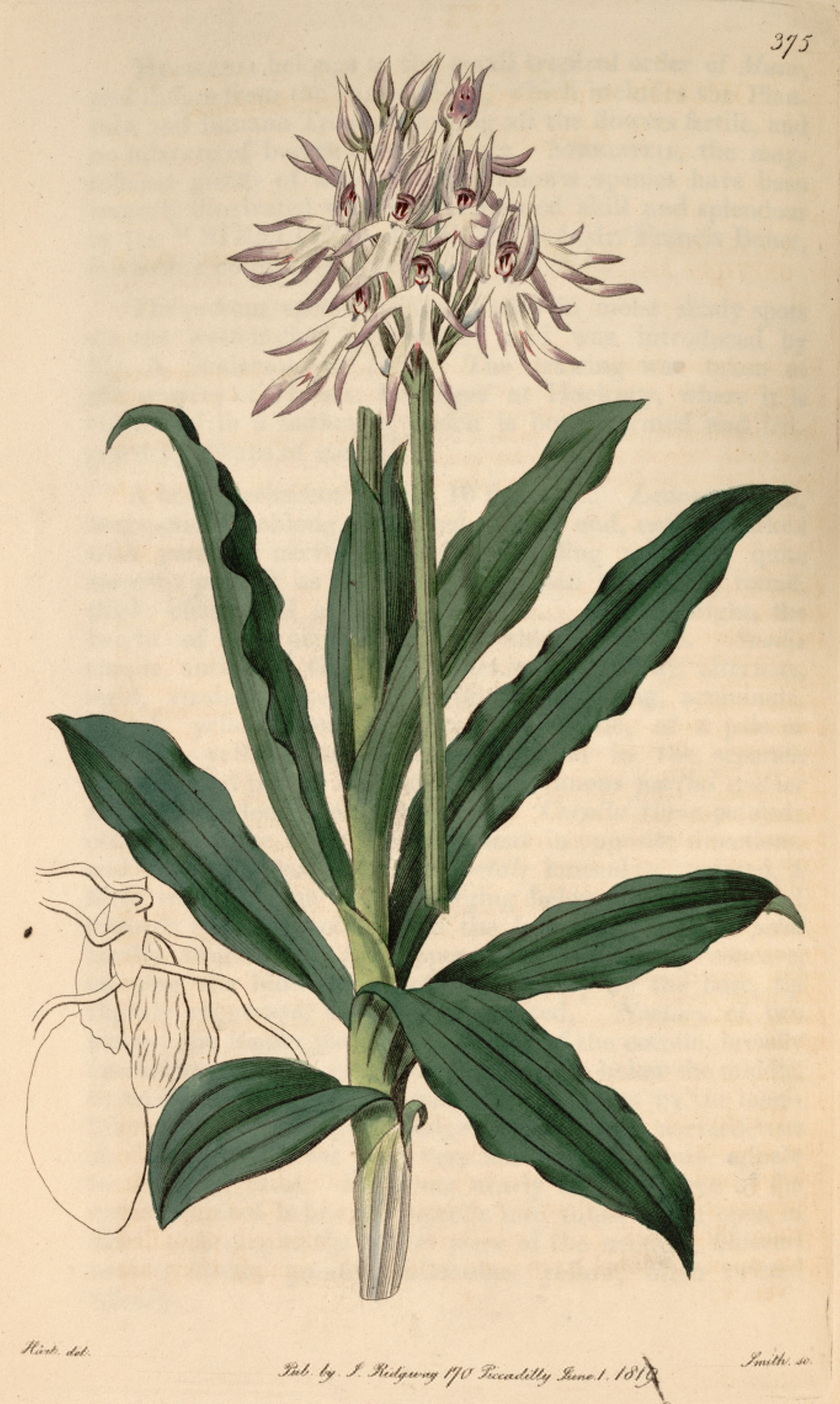